# 1948 az irodalomban
Az 1948. év az irodalomban.

## Megjelent új művek

### Próza
- Jerzy Andrzejewski: Hamu és gyémánt (Popiół i diament), regény
- Kazimierz Brandys regénytetralógiája: Między wojnami (Két háború között):
  - Samson, (1948)
  - Antygona, (1948)
  - Troja, miasto otwarte, (1949)
  - Człowiek nie umiera , (1951)
- Truman Capote első regénye: Other Voices, Other Rooms (Más hangok, más szobák)
- Agatha Christie:
  - A rózsa és a tiszafa (The Rose and the Yew Tree)
  - Zátonyok közt (Taken at the Flood)
- William Faulkner regénye: Intruder in the Dust (Sírgyalázók)
- Graham Greene regénye: The Heart of the Matter (A kezdet és a vég)
- Aldous Huxley utópiája: Ape and Essence (Majom és lényeg), „egy atomháború után festi a földi létet 1918-ban.”[1]
- Norman Mailer regénye: The Naked and the Dead (Meztelenek és holtak)
- Dazai Oszamu regénye: Ningen sikkaku (Többé nem ember), kisregény
- Nathalie Sarraute: Portrait d'un inconnu (Egy ismeretlen arcképe)
- Irwin Shaw regénye: The Young Lions (Oroszlánkölykök)
- Burrhus Frederic Skinner amerikai pszichológus, író könyve: Walden Two
- Gore Vidal regénye: The City and the Pillar
- Mika Waltari történelmi regénye: Mikael (Mikael Karvajalka (Mikael)
- Evelyn Waugh: The Loved One (A megboldogult), szatirikus kisregény
- Thornton Wilder történelmi regénye: The Ides of March (Caesar)
- Herman Wouk amerikai író regénye: City Boy: The Adventures of Herbie Bookbinder (A nagyvárosi fiú)

### Költészet
- Gottfried Benn verseskötete: Statische Gedichte (Statikus versek)
- Derek Walcott Nobel-díjas Saint Lucia-i költő verseskötete: 25 Poems

### Dráma
- Bertolt Brecht-bemutatók:
  - az 1944–1945-ben írt Der Kaukasische Kreidekreis (A kaukázusi krétakör) bemutatója (angol nyelven) az Egyesült Államokban
  - az 1940/41-ben írt Herr Puntila und sein Knecht Matti (Puntila úr és szolgája, Matti) bemutatója Zürichben
- Albert Camus színdarabja: L'État de siège (Ostromállapot), bemutató
- Jean-Paul Sartre: Les Mains sales, bemutató

### Magyar irodalom
- Füst Milán verseskötete: Szellemek utcája
- Tersánszky Józsi Jenő regénye: Egy ceruza története
- Örkény István
  - elbeszéléseinek kötete: Budai böjt
  - színműve: Voronyezs
- Remenyik Zsigmond regénye: Élők és holtak
- Németh László drámája: Husz János

## Születések
- február 3. – Henning Mankell svéd író és színházi rendező († 2015)
- március 17.
  - William Gibson amerikai-kanadai író
  - Kovács Ilona irodalomtörténész, műfordító, a Szegedi Tudományegyetem docense († 2024)
- április 4. – Dan Simmons amerikai sci-fi-szerző
- április 9. – Bernard-Marie Koltès francia drámaíró, színházi rendező († 1989)
- április 28. – Terry Pratchett angol fantasy- és science fiction-író († 2015)
- május 31. – Szvjatlana Aljakszandravna Alekszievics Nobel-díjas (2015) belarusz író és oknyomozó újságíró
- július 25. – Baka István magyar költő, műfordító († 1995)
- augusztus 1. – David Gemmell brit fantasy író († 2006)
- augusztus 10.– Lányi András magyar író, filozófus, filmrendező
- augusztus 23. – Andrei Pleșu román filozófus, író, esszéíró, kritikus, politikus
- szeptember 20. – George R. R. Martin amerikai író, forgatókönyvíró
- október 17.– Robert Jordan amerikai fantasy-író († 2007)
- október 28. – Ördögh Szilveszter magyar író, műfordító, szerkesztő († 2007)

## Halálozások
- március 4. – Antonin Artaud francia drámaíró, költő, színész és színházi rendező (* 1896)
- március 31. – Egon Erwin Kisch németül író cseh újságíró, „a száguldó riporter” (* 1885)
- június 13. – Dazai Oszamu japán prózaíró, a 20. századi japán irodalom egyik legnagyobb hatású elbeszélője (* 1909)
- szeptember 9. – Bíró Lajos író, forgatókönyvíró (* 1880)